# Mirabilidiplosis villosa
Mirabilidiplosis villosa är en tvåvingeart som beskrevs av Fedotova 2004. Mirabilidiplosis villosa ingår i släktet Mirabilidiplosis och familjen gallmyggor. Inga underarter finns listade i Catalogue of Life.